# Савостьянов, Алексей Владимирович
Алексе́й Влади́мирович Савостья́нов (1909—1993) — советский актёр театра и кино. Заслуженный артист РСФСР (1968).

## Биография
Алексей Владимирович Савостьянов родился 18 (31 января) 1909 года.
Окончил студию при ЛАТД имени А. С. Пушкина в 1929 году. Работал в этом театре.
В 1936—1991 годах — актёр ЛТК.
Умер 3 февраля 1993 года. Похоронен в Воронеже на Коминтерновском кладбище.

## Фильмография
| Год  |    | Название                | Роль                                  |
| ---- | -- | ----------------------- | ------------------------------------- |
| 1937 | ф  | Тайга золотая           | друг Мраморова                        |
| 1943 | ф  | Лермонтов               | Николай I                             |
| 1943 | ф  | Новые похождения Швейка | штурмовик                             |
| 1954 | ф  | Герои Шипки             | Николай Николаевич Старший            |
| 1958 | ф  | В дни Октября           | Родзянко                              |
| 1959 | ф  | Григорий Сковорода      | А. И. Шувалов                         |
| 1961 | ф  | Две жизни               | Родзянко                              |
| 1964 | ф  | Зайчик                  | психиатр Николай Иванович             |
| 1965 | ф  | Залп «Авроры»           | министр Пальчинский                   |
| 1968 | ф  | Живой труп              | доктор                                |
| 1969 | тф | Вам!                    | Имя персонажа не указано              |
| 1974 | ф  | Последняя встреча       | Имя персонажа не указано              |
| 1981 | тф | 20 декабря              | министр Нассонов                      |
| 1982 | ф  | Ослиная шкура           | король Евстигней Великолепный         |
| 1988 | тф | Собачье сердце          | профессор Василий Васильевич Бундарев |

## Награды
- заслуженный артист РСФСР (1968).